# Tuwaiq
Tuwaiq (en árabe: جَبَل طُوَيْق‎) es un estrecho acantilado que atraviesa la meseta de Néyed en Arabia central, que se extiende aproximadamente 800 km desde el límite sur de la provincia de Casim en el norte, al borde norte del desierto de Rub al-Jali cerca de Wadi ad-Dawasir en el sur. Tiene 600 m de altura y también tiene una sección estratigráfica del Jurásico Medio. El lado este se inclina hacia abajo gradualmente, mientras que el lado occidental termina de manera abrupta. La escarpa puede considerarse como una meseta estrecha, aunque los lugareños se refieren a ella como un jebel («monte»). Marshall Cavendish usó el nombre de «Montañas Tuwayr» para describir las montañas del centro de Arabia, distintas del Shammar en el norte, el Dhofar en el sur y al Hayar en el este.
Muchos valles estrechos (uadis) corren a lo largo de sus lados, como Uadi Hanifa, y un grupo de ciudades se encuentra en su sección central, incluida la capital de Arabia Saudita, Riad. Históricamente, muchos asentamientos han existido a ambos lados, como los de Sudair y Al-Washm. El acantilado Tweig se menciona en la enciclopedia geográfica del siglo XIII de Yaqutal-Hamawi bajo el nombre de Al-'Aridh, aunque durante los últimos siglos ese nombre se ha aplicado solo a la sección central de la misma, alrededor de Riad.
En el marco de la tendencia saudita de la segunda mitad de la década de los años 2010 de promover el entretenimiento, un grupo de 100 jóvenes excursionistas se unió a Tuwaiq Mountains Challenge en febrero de 2019. Los excursionistas escalaron alrededor de 25 km.

## Geología de petróleo
La unidad árabe-D (Alto Jurásico) del Grupo Riyadh constituye uno de los mayores yacimientos petrolíferos del mundo. Investigadores de Bureau y Saudi Aramco realizaron una encuesta LIDAR de alta resolución de afloramientos del Jurásico Medio de la piedra caliza de la montaña Tuwaiq a lo largo del escarpe de la montaña Tuwaiq cerca de la ciudad de Riad, Arabia Saudita. Este estudio fue un primer paso hacia la construcción de un modelo geológico 3-D cuantitativo para su uso como un análogo al reservorio inferior de Arab-D. Los análogos de afloramientos como este son críticos para comprender el rendimiento del yacimiento en la escala de la unidad de flujo (1 a 30 m). Si bien los datos sísmicos permiten a los geólogos obtener información sobre la compartimentación de reservorios a gran escala (> 30 metros), los parámetros del reservorio a escala de unidad de flujo están muy por debajo de la capacidad de imágenes sísmicas y el espacio entre pozos.
Los escáneres láser de alta precisión se utilizaron como una plantilla sobre la cual se realizó la interpretación estratigráfica, lo que permitió a los investigadores caracterizar las propiedades del reservorio a escala de unidad de flujo subsísmica de las biohermas jurásicas en un esfuerzo por comprender mejor las técnicas de producción óptimas de este enorme reservorio.

## Galería

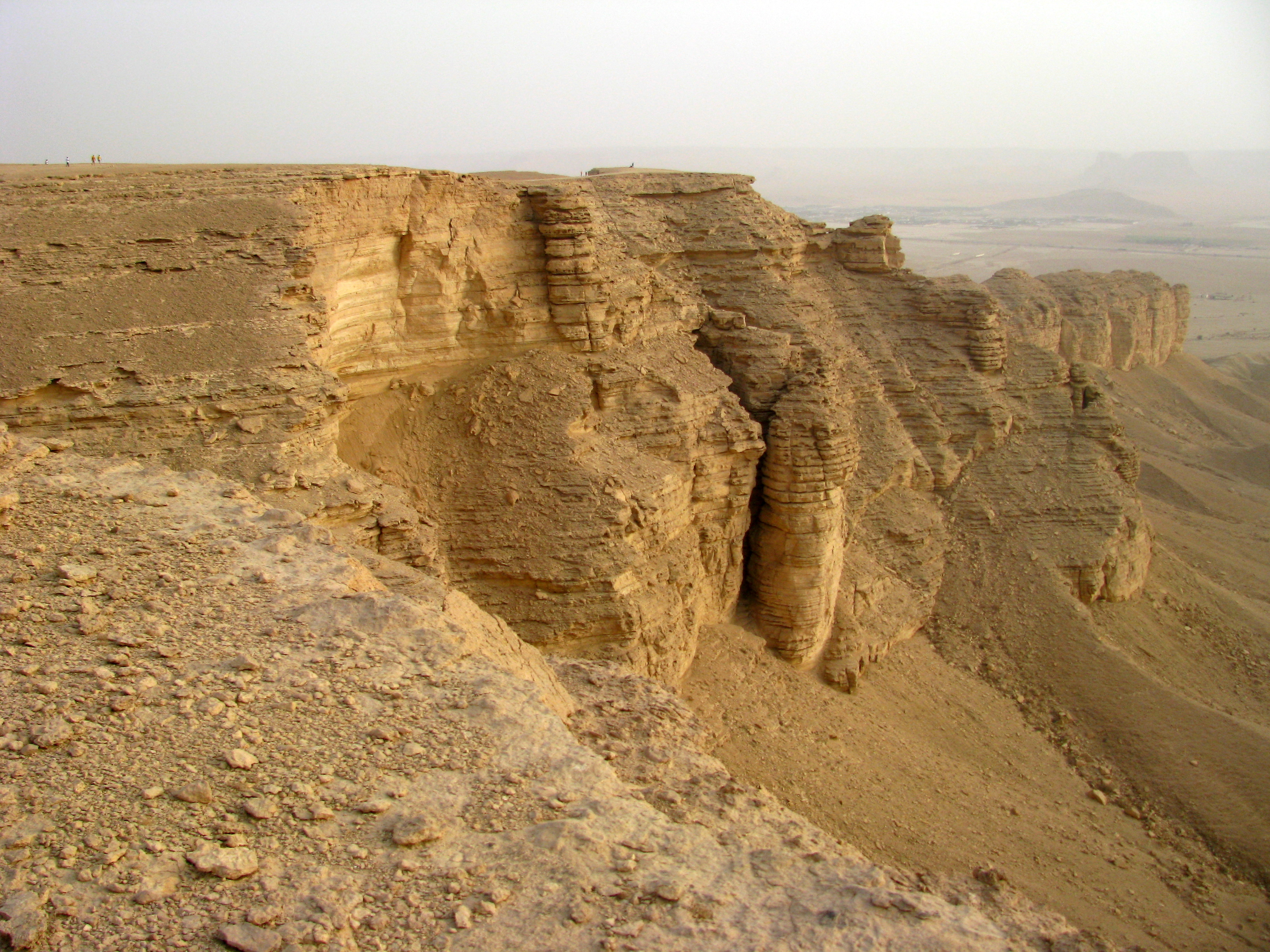
A lo largo de la cresta
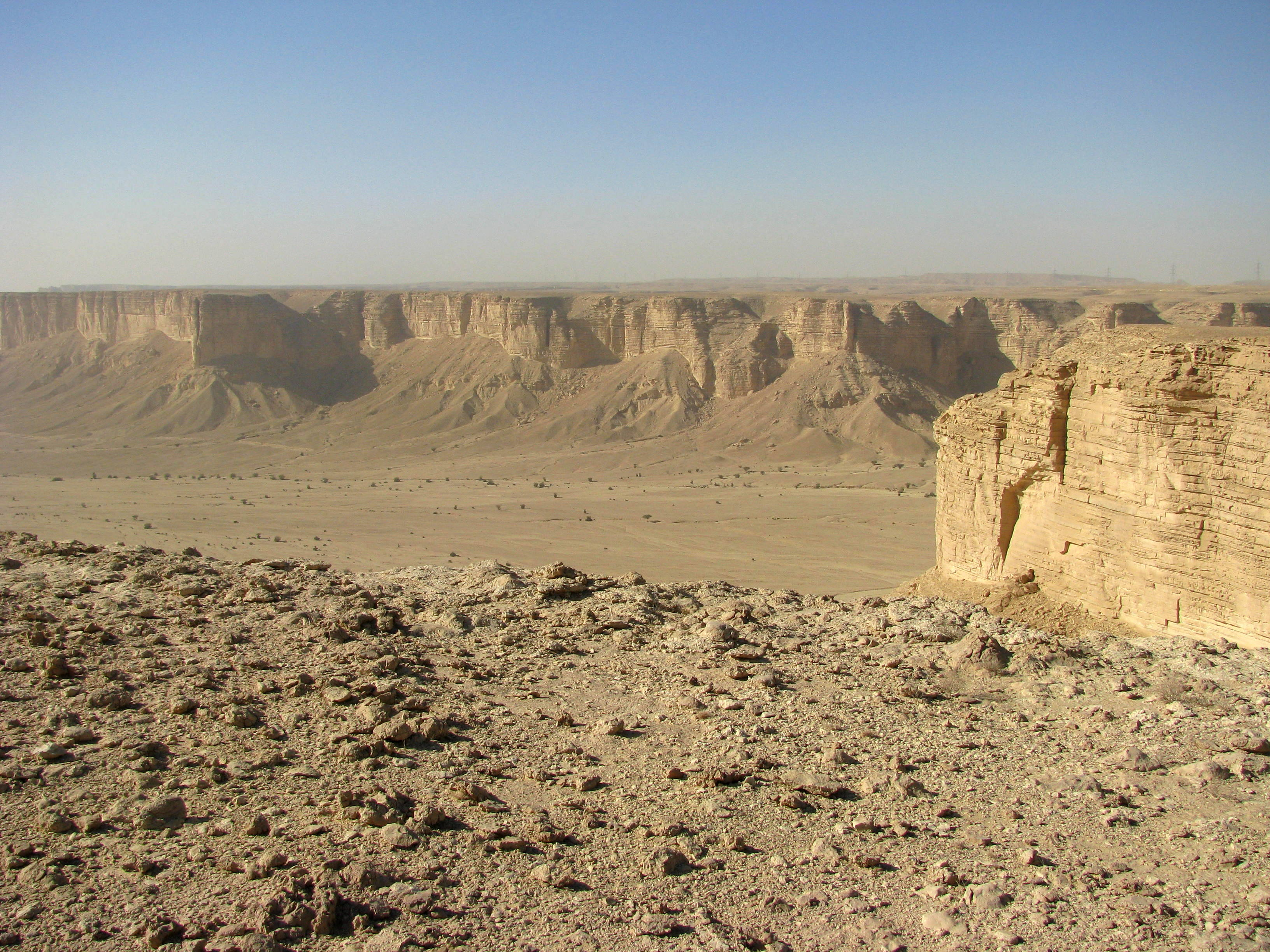
Cañón del desierto
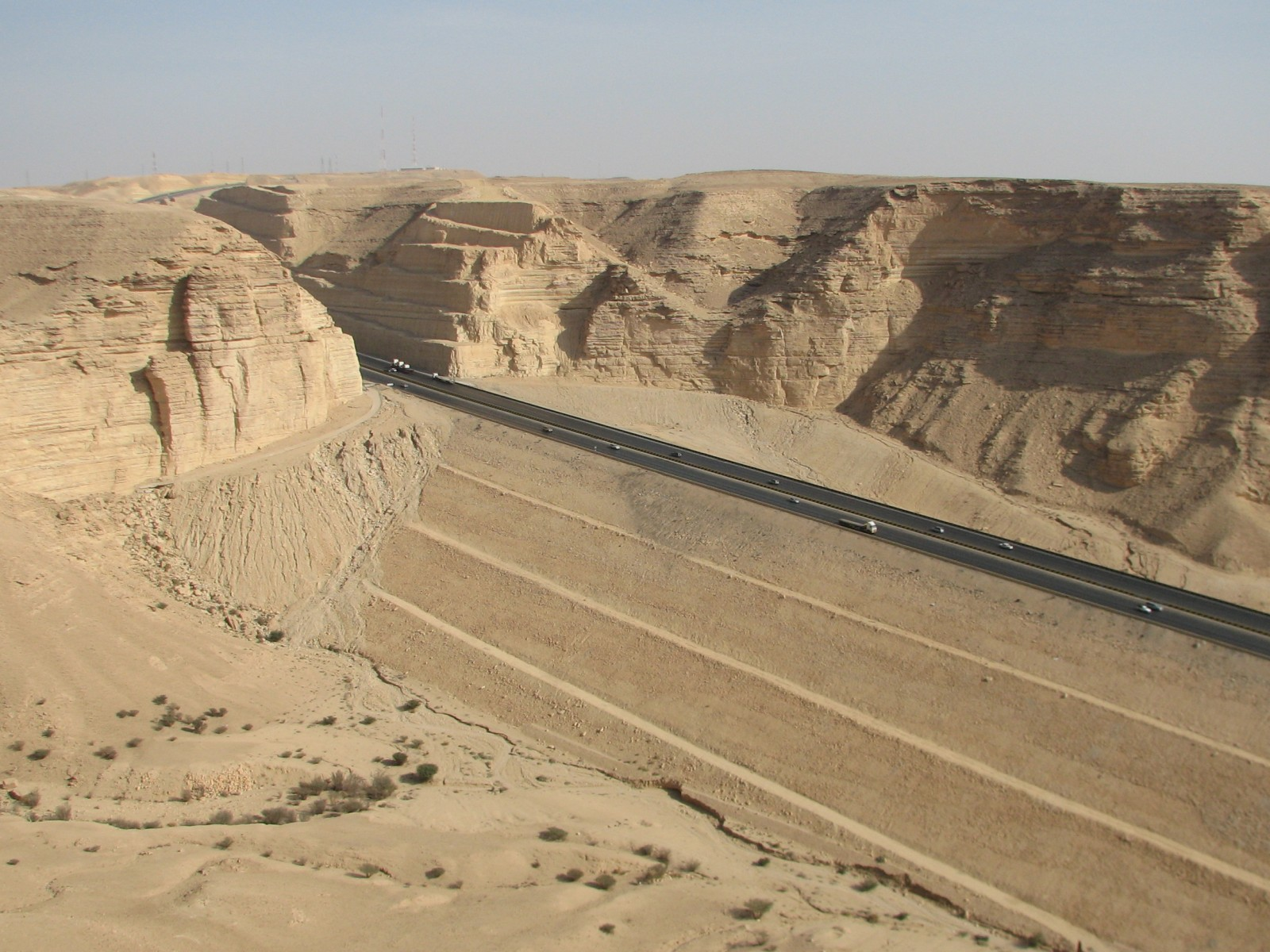
La carretera de Riad a La Meca
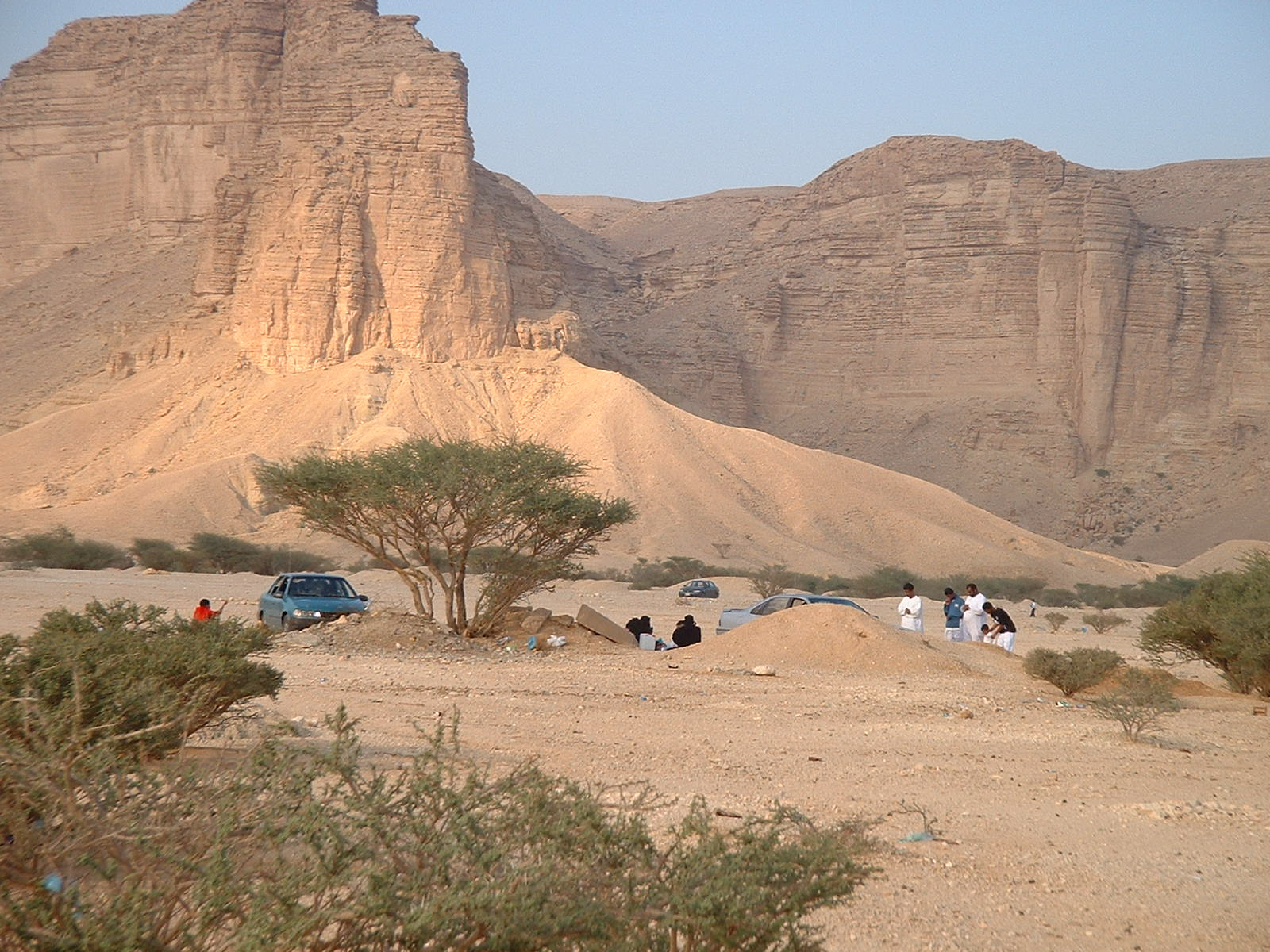
Personas en la base de la escarpat
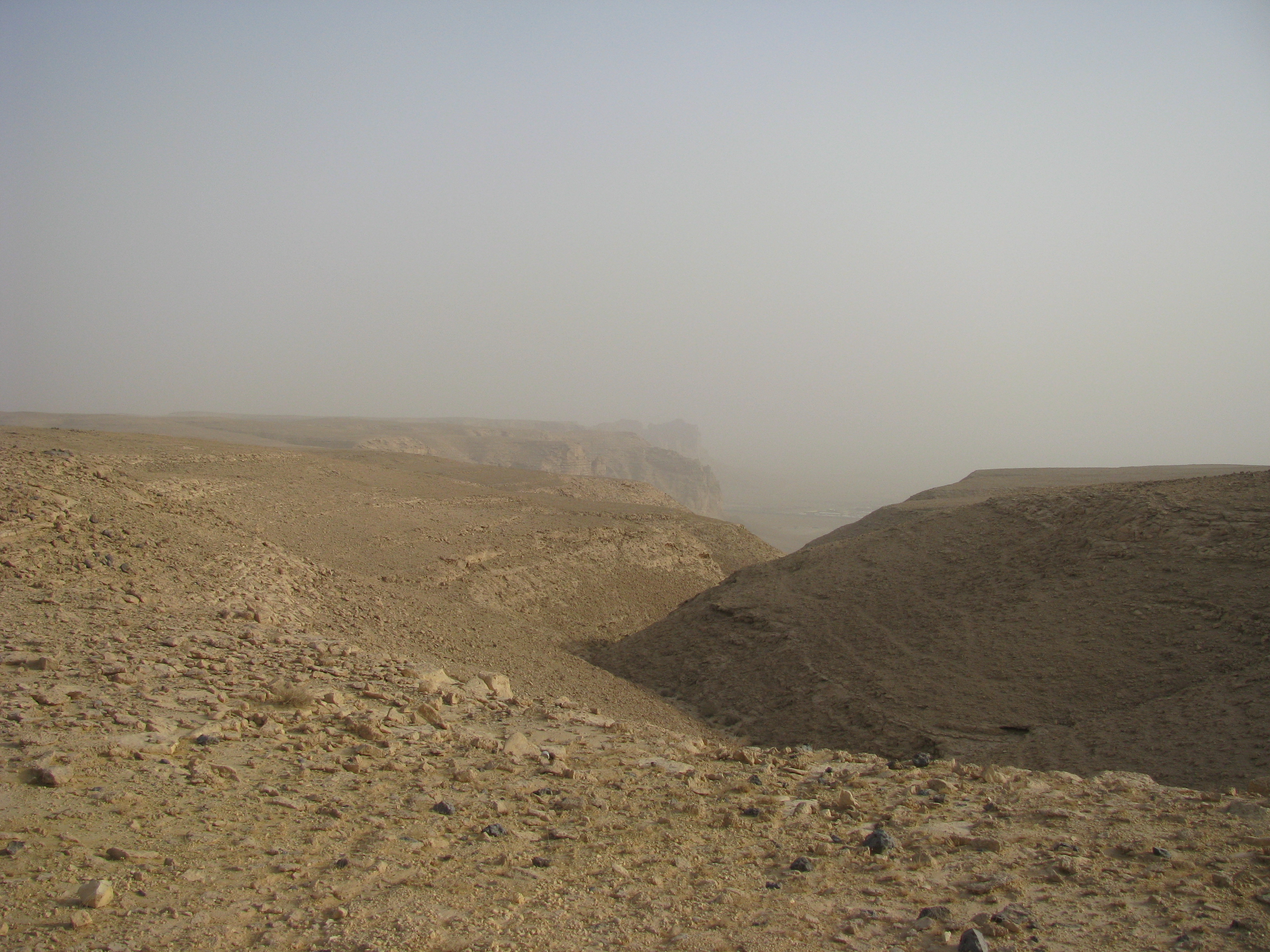
Mirando desde el borde de la Escarpada de Tuwaiq, al oeste de Riad